# Thomas Wilson Barnes
Thomas Wilson Barnes (20 januari 1825 - 25 april 1874) was een Engelse schaakmeester. Barnes was een van de leidende Britse schaakmeesters ten tijde van het bezoek van Paul Morphy aan het Verenigd Koninkrijk in 1858. Barnes had het gelukkige geluk het beste record te hebben tegen Paul Morphy tijdens diens bezoek, acht wedstrijden te winnen en negentien te verliezen.
Een variatie op de opening van Ruy Lopez, de Barnes Defense genaamd, is naar hem vernoemd: 1.e4 e5 2. Nf3 Nc6 3. Bb5 g6 (dit wordt ook wel de Smyslov-verdediging genoemd). Een veel dubieuzere variant die naar hem is genoemd, is Barnes Defense, 1.e4 f6 die hij speelde tegen Anderssen en Morphy en de laatste versloeg.  Barnes Opening, 1.f3, draagt ook zijn naam. Openen met de f-pion diende zijn voorkeur om bestaande openingskennis te omzeilen.